# Kliwia

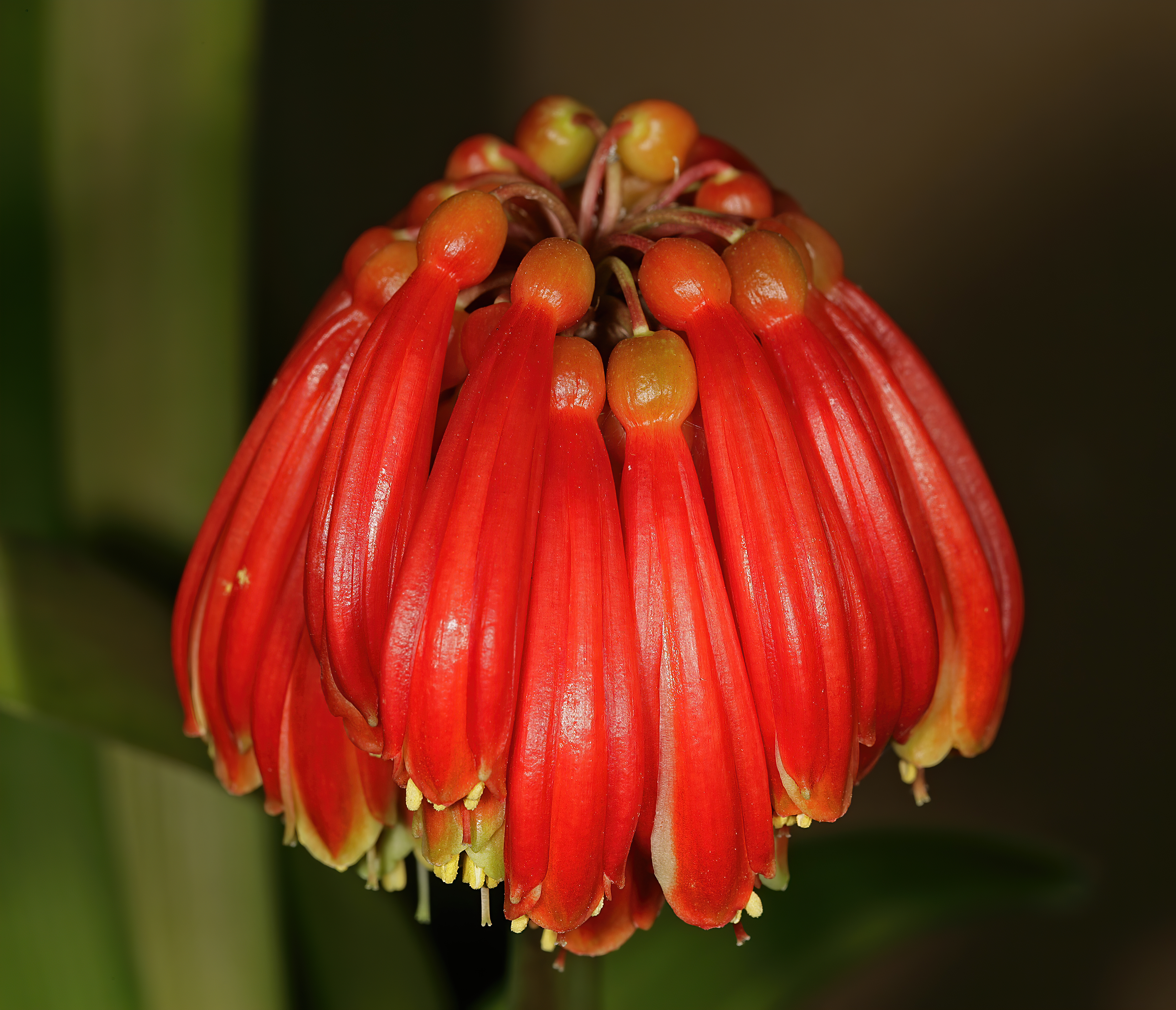
Kliwia szlachetna

Kliwia (Clivia Lindl.) – rodzaj roślin z rodziny amarylkowatych, występujących naturalnie w południowej Afryce. Kliwia cynobrowa została introdukowana do Meksyku. Nazwa rodzaju została nadana dla uczczenia lady Clive, hrabiny Northumberland, która była znanym patronem ogrodnictwa i w jej ogrodzie po raz pierwszy zakwitła Clivia nobilis. Rośliny z tego rodzaju uprawiane są jako ozdobne w klimacie umiarkowanym, w tym w Polsce głównie jako rośliny pokojowe.

## Morfologia
Wiecznie zielone byliny o grubych, skórzastych i soczyście zielonych liściach, wyrastających z krótkich kłączy. Trąbkowate lub lejkowate kwiaty zebrane są w gęste podbaldachy na krótkiej i grubej łodydze. Kwiaty 6-płatkowe, w kolorze czerwonym lub pomarańczowym, czasami częściowo zielonym. Owocem są czerwone jagody.

## Systematyka
Rodzaj należy do rodziny amarylkowatych Amaryllidaceae J. St.-Hil., a w jej obrębie do plemienia Haemantheae w podrodzinie amarylkowych Amaryllidoideae Burnett.
Wykaz gatunków
- Clivia caulescens R.A.Dyer
- Clivia gardenii Hook.
- Clivia miniata (Lindl.) Bosse – kliwia cynobrowa, k. pomarańczowa
- Clivia mirabilis Rourke
- Clivia × nimbicola Swanev., Truter & A.E.van Wyk
- Clivia nobilis Lindl. – kliwia szlachetna
- Clivia robusta B.G.Murray & al.